# Ghiacciaio Hand
Il ghiacciaio Hand è un ghiacciaio vallivo situato sulla costa di Borchgrevink, nella regione nord-occidentale della Dipendenza di Ross, in Antartide. In particolare, il ghiacciaio, il cui punto più alto si trova a circa 2000 m s.l.m., si trova nelle monti della Vittoria e fluisce verso est-sud-est a partire dal versante orientale dell'altopiano Malta, scorrendo lungo il versante sud-occidentale della dorsale Clapp, fino a unire il proprio flusso a quello del ghiacciaio Borchgrevink.

## Storia
Il ghiacciaio Hand è stato mappato per la prima volta da membri dello United States Geological Survey grazie a fotografie e ricognizioni aeree effettuate dalla marina militare statunitense. Esso è stato poi così battezzato dal comitato consultivo dei nomi antartici in onore di Cadet H. Hand, un biologo di stanza alla stazione McMurdo nel periodo 1967-68.